# Відкритий порт Монровії
Відкритий порт Монровії (англ. Freeport of Monrovia) — основна комерційна портова споруда в західноафриканській країні Ліберія. Був створений на острові Бушрод поблизу Монровії в 1948 році. Має чотири пірсу і один головний причал з чотирма пристанями. У порту також знаходяться танкерні споруди і рибальська пристань. Управляється Національним портовим управлінням Ліберії.

## Історія

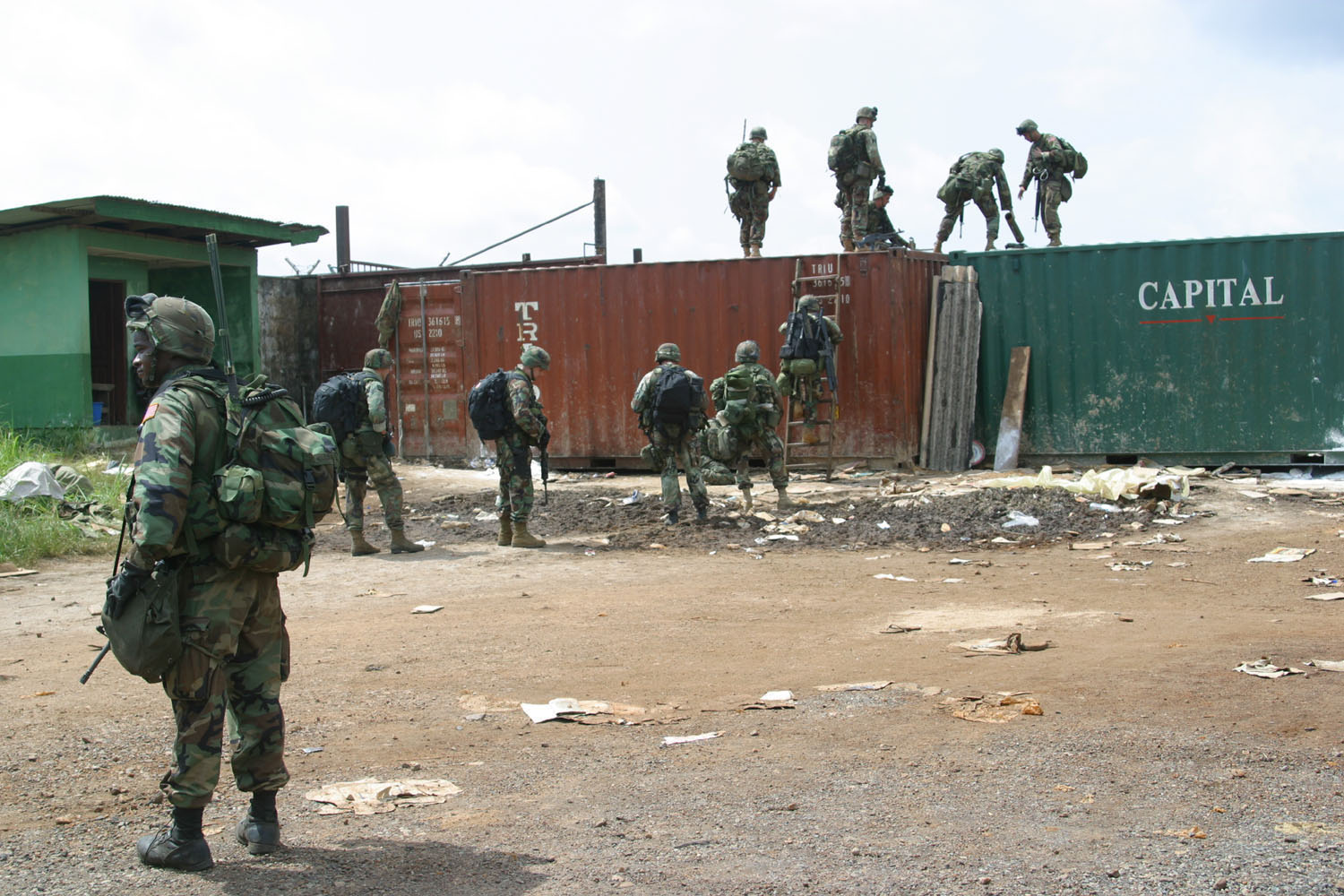
Морські піхотинці США з 26-го експедиційного підрозділу морської піхоти охороняють Вільний порт Монровії під час другої громадянської війни в Ліберії

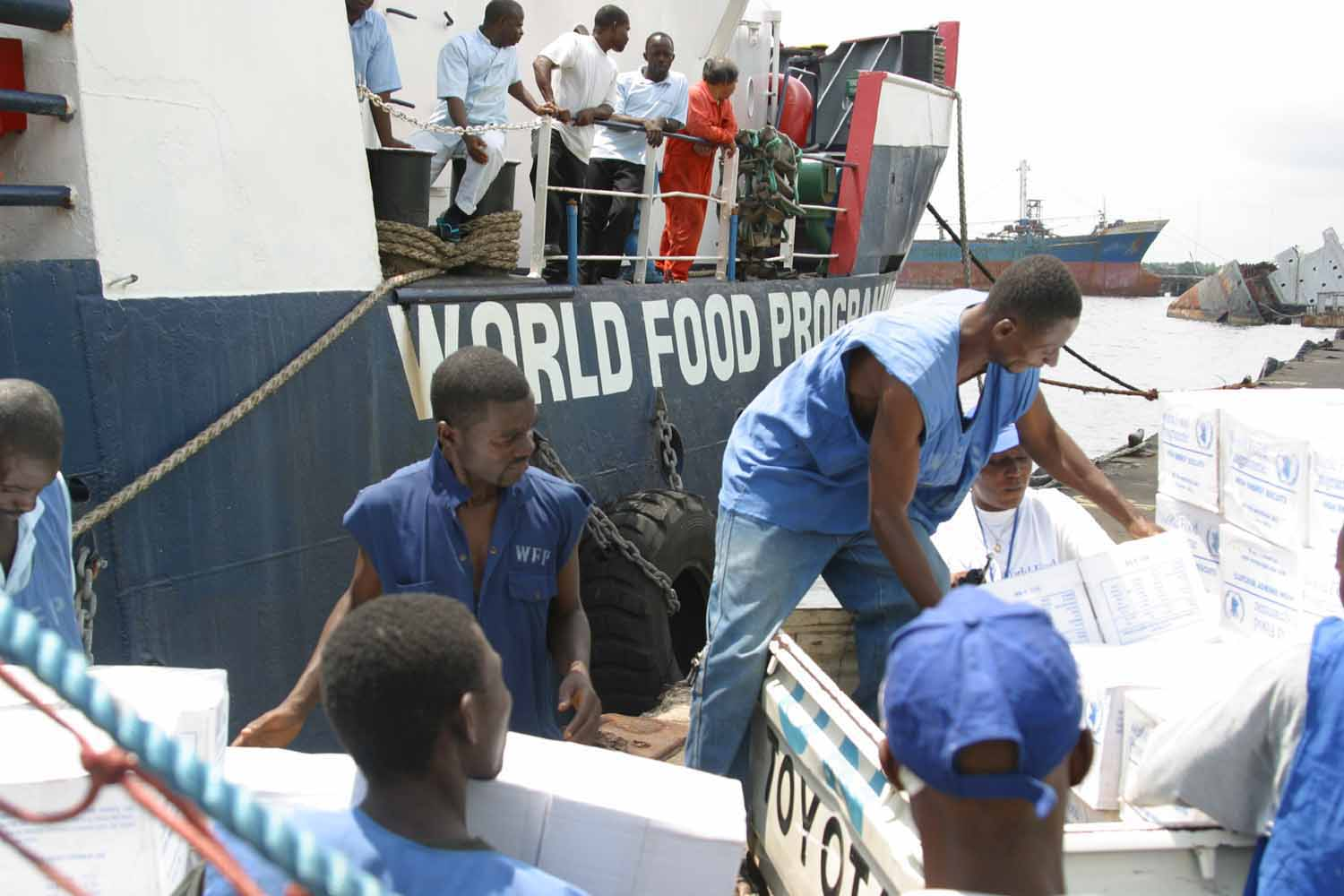
Корабель Всесвітньої продовольчої програми «Мартін» вивантажує піддони високоенергетичного печива в Вільному порту Монровії, 15 серпня 2003 р

Уже в 1850 році з порту в Монровії почали експортувати пальмову олію. Під час Другої світової війни американські збройні сили висадилися в Ліберії, для забезпечення експорту каучуку для використання у військових цілях. Американці поліпшили портові споруди Монровії і створили штучну гавань з двома хвилеломами. Нова гавань, площею в 750 акрів (3,0 км) була відкрита в 1948 році.
У 1970 році американська компанія передала порт місцевому уряду. Для управління портом було створено Національне портове управління. У 1981 році страйк зупинив роботу порту на місяць, перш ніж президент Ліберії звільнив страйкарів. У 1990 році під час Першої громадянської війни в Ліберії президент Сем'юел Доу був заарештований в порту Принцом Джонсоном, а потім страчений в іншому місці.
У 2002 році адміністрація порту завершила днопоглиблювальні роботи на вході в гавань, щоб забезпечити відвідування порту судами другого і третього поколінь.
У 2010 році уряд підписав концесійну угоду на суму 120 мільйонів доларів США з APM Terminals, що встановлює державно-приватне партнерство для управління портом між компанією і Національним портовим управлінням. Відповідно умовами угоди APM Terminals проведе модернізацію порту і персоналу привівши його у відповідність з міжнародними стандартами.